# یودال (میزوری)
یودال (به انگلیسی: Udall) یک منطقهٔ مسکونی در ایالات متحده آمریکا است که در میزوری واقع شده‌است. یودال ۲۵۰ متر بالاتر از سطح دریا واقع شده‌است.